# Unterseeboot 513
Le Unterseeboot 513 (ou U-513) est un sous-marin allemand du type IX C utilisé par la Kriegsmarine pendant la Seconde Guerre mondiale.
Après avoir reçu sa formation de base à Stettin en Pologne au sein de la 4e Unterseebootsflottille jusqu'au 31 août 1942, il rejoint sa flottille de combat à Lorient, dans la 10e Unterseebootsflottille.
L'U-513 a été coulé le 19 juillet 1943 dans l'Atlantique Sud au sud-est de São Francisco do Sul au Brésil à la position géographique de 27° 17′ S, 47° 32′ O par des charges de profondeur lancées par un hydravion américain Martin PBM Mariner de l'escadron VP-74/P-5.
L'attaque a coûté la vie à 46 des 53 membres de l'équipage.
Après deux années de recherches, les scientifiques de l'Institut brésilien Kat Schurmann et de l'Univali localisent en juillet 2011 le U-513 échoué par 75 m de fond au large de l'État de Santa Catarina.

## Affectations successives
- 4. Unterseebootsflottille du 10 janvier 1942 au 31 août 1942
- 10. Unterseebootsflottille du 1er septembre 1942 au  19 juillet 1943

## Commandement
- Korvettenkapitän Rolf Rüggeberg, du 10 janvier 1942 au 14 mai 1943
- Kapitänleutnant Friedrich Guggenberger, du 15 mai 1943 au 19 juillet 1943

## Navires coulés
Il a coulé six navires pour un total de 29 940 tonneaux et en a endommagé deux autres pour un total de 13 177 tonneaux au cours des quatre patrouilles qu'il effectua.
| Date              | Nom                | Nationalité     | Tonnage | Convoi | Fait      |
| ----------------- | ------------------ | --------------- | ------- | ------ | --------- |
| 5 septembre 1942  | Saganaga           | Grande-Bretagne | 5 454   |        | coulé     |
| 5 septembre 1942  | Lord Strathcona    | Canada          | 7 335   |        | coulé     |
| 29 septembre 1942 | Ocean Vagabond     | Grande-Bretagne | 7 174   | HX-209 | endommagé |
| 21 juin 1943      | Venezia            | Suède           | 1 673   |        | coulé     |
| 25 juin 1943      | Eagle              | Etats-Unis      | 6 003   |        | endommagé |
| 1er juillet 1943  | Tutoya             | Brésil          | 1 125   |        | coulé     |
| 3 juillet 1943    | Elihu B. Washburne | Etats-Unis      | 7 176   |        | coulé     |
| 16 juillet 1943   | Richard Caswell    | Etats-Unis      | 7 177   |        | coulé     |